# Veress József (közgazdász)
Veress József (Nyíregyháza, 1949. július 17. –) közgazdász, egyetemi tanár, dékán, rektorhelyettes, az MTA doktora.
Tudományos eredményei a gazdaságpolitikához kötődnek. A válsággazdaságtan és a gazdasági globalizáció témaköreiben figyelemre méltó eredményeket ért el.

## Család, tanulmányok
Szülei Veress József és Demjanovich G. Olga.
1963-67 között a Széchenyi István Pénzügyi Technikum tanulója Nyíregyházán. 1967-71 között a Marx Károly Közgazdaságtudományi Egyetem hallgatója, kitűnő eredménnyel végzett 1971-ben az ipar szakon. 1997-ben okleveles könyvvizsgáló oklevelet szerzett a Pénzügyi Számviteli Főiskolán.

## Szakmai pályafutás
1971 és 1986 között a Pécsi Tudományegyetem Közgazdaságtudományi Karán és jogelődjeinél dolgozott gyakornokként (1971-1973) tanársegédként (1973-1975), adjunktusként (1975-1980) és egyetemi docensként, valamint dékánhelyettesként (1981-1985).
1986-és 2000 között a Marx Károly Közgazdaságtudományi Egyetemen és jogutódjain, egyetemi docens (1986-1991), egyetemi tanár (1991-2000), a Gazdaságpolitika tanszék vezetője és rektorhelyettes (1991-1995).
1996-2002 között a Széchenyi István Egyetem Kautz Gyula Gazdaságtudományi Karán, egyetemi tanár, alapító dékán (2000).
2000-2016 között a Budapesti Műszaki és Gazdaságtudományi Egyetem Gazdaság- és Társadalomtudományi Karán (GTK) egyetemi tanár, tanszékvezető (Gazdaságpolitika Tanszék), dékán (2004-2008).
2017 óta a Eötvös Loránd Tudományegyetem Gazdaságtudományi Karán (GTK) egyetemi tanár, 2019-től professor emeritus.
Veress József felsőoktató, professzor emeritus fél évszázados pályafutása során megközelítőleg 25000 hallgatónak tartott legalább egy féléves kurzust. Oktatói pályafutását komoly elismerés kísérte mind a BSc, az MSc, az MBA és a doktori képzésben. Megjelent írásainak száma megközelíti a félezret. Lektűrt is írt álnéven. Több helyen számos választott egyetemi, illetve kari vezetői posztot is betöltött. Pécsen (PTE) és Budapesten (BME GTK) szakkollégium-alapító volt. 
A Magyar Közgazdasági Társaság főtitkára (1990-1995), illetve elnöke (1995-1998) volt.
A Férfiak Klubja 2022-ben a Gránit Oroszlán Példakép Díjat adományozta számára. Ösztöndíjasként, kutatóként, előadóként megfordult Angliában, az USA-ban, Ausztráliában és Németországban.
Tudományos publikációinak a száma 184, független hivatkozásainak száma 67. (MTMT adatbázis. 2014.04.18.)

## Magánélet
Életét végigkíséri a sport szeretete. Labdarúgásban és kosárlabdában igazolt sportoló volt. Gyermekkorát meghatározta a bujtosi (Nyíregyháza) tavak közelsége, jelenleg feleségével Balatonfüreden él.

## Nyelvtudás
- angol, orosz, német (C típusú, középfokú állami nyelvvizsgák)
- francia, spanyol, olasz, portugál (alapfokú tudás)

## Kitüntetések
- 1977 kiváló oktatómunkáért, dicséret (OM)
- 1986 KJK Nívódíj
- 1978, 1986 MTA Elnöki jutalom
- 1994 Közgazdász díj I. fokozat
- 1995 Heller Farkas díj
- 1998 BKÁE aranyérem
- 1999 MKT jubileumi aranyérem, Az év oktatója (országos)
- 2002 Pro Facultate (Nyíregyházi Főiskola)
- 2002 Pro Universitate (Széchenyi István Egyetem)
- 2008 József Nádor díj (BME), Az Egyetemi Ifjúságért díj (BME), Kari Hallgatói díj (BME GTK)
- 2014 Szent-Györgyi Albert-díj
- 2019 Doctor honoris causa Széchenyi István Egyetem, Győr

## Fokozatok
- 1972 dr. oec, „Az operációkutatás hatékony iparvállalati alkalmazásának néhány elvi és módszertani kérdése
- 1980 a közgazdaság-tudomány kandidátusa: „Iparvállalatok központi irányítása és fejlesztésük pénzügyi szabályozása”
- 1991 DSc. (az MTA doktora): „Válsággazdaságtan – válsággazdaságban”

## Legfontosabb publikációi
- A vállalati, vállalkozási önállóság és az önfinanszírozás értelmezéséhez. Közgazdasági Szemle, 1978. XXV. évf. 12. szám (1445-1455.)
- A vállalati fejlesztések dilemmái Pénzügyi Szemle, 1979. XXIII. évf. 8-9. szám (574-585.)
- A vállalatok irányításának néhány kérdéséről. Pénzügyi Szemle, 1980. XXIV. évf. 10. szám (747-753.)
- A gazdaságirányítás és a vállalati típusok néhány összefüggéséről. Közgazdasági Szemle, 1983. XXX. évf. 3. szám (327-338.)
- A veszélyhelyzetbe került vállalatok és a gazdaságirányítás. Közgazdasági és Jogi Könyvkiadó, Budapest, 1986. (208.)
- Válságmenedzselés – a megelőzés művészete. Társadalmi Szemle, 1989. XLIV. évf. 10. szám (39-49.)
- Some Interrelationships of Privatisation and Economic Policy. NOMISMA /MOCT – MOST/ 1992/1 /Bologna/ 37-46.
- Problems and Chances in Hungarian Economic Policy. The Sydney Papers Autumn 1992. (Vol 4. No.2) 21-29.
- Gazdaságpolitika: viták, viszályok és vívódások. AULA 1993. 79.
- A hazai közgazdaságtudomány jövője elé. Közgazdasági Szemle 1994. 19.813 – 815.
- Globalization versus national economic policies. Society and Economy 1999/1.
- Externalities of Globalization Periodica. Polytechnica 2002/10 pp. 215-226
- Gazdaságpolitika versus a politika gazdasága/Economic Policy Versus the Economy of Politics. Fejlesztés és Finanszírozás/ Development and Finance. 2006/2
- Meztelen jel. Kairosz 157.
- Úton a visszafordíthatatlan felé (Hatalompolitikai esszék) Kairosz Kiadó. 2016. 160.
- Az örökkévalótlanságnak. Üzenetek utódaimnak ötven tanév után. Makronóm kft. Budapest 2021. 26.

## Videófelvételek
- Liska Tibor 4 tétele – Veress József előadása, Gazdaságpolitika óra, részlet, Műegyetem, 2010 tavasz – Youtube.com, Közzététel   2013. március 28.
- Veress József közgazdász professzor a Férfiak Klubjában. Riporter Bedő Imre – Youtube.com, Közzététel 2016. április 4.
- Veress József, Gránit Oroszlán Példakép Díjas (2022) – Teljes interjú. Riporter Bedő Imre – Youtube.com, Közzététel 2022. dec. 20.